# Dagny Lind
Dagny Lind, ursprungligen Dagny Edit Dorotea Lindsten, född 7 november 1902 i Stockholm, död 13 januari 1992 i Malmö, var en svensk skådespelare.

## Biografi
Lind var dotter till revyartisten Hasse Lind. Hon debuterade 1915 på Skansen i John Bauers skådespel Mats och Petter och Prinsessan som fick trollögon. Under resterande delen av 1910-talet verkade hon vid olika Stockholmsscener som Folkets hus teater, Blancheteatern, Kristallsalongen och Södra Teatern. 1920 kom hon till Karl Gerhard och medverkade i dennes och Karl Ewerts revy Vassego – de' e' serverat på Folkteatern. Därefter verkade hon hos Ernst Eklund på Blancheteatern och Komediteatern parallellt med studier för Karin Swanström. Hon fortsatte med turnéer i landsorten med Carl Deurell, Folke Walder och Allan Ryding samt med engagemang på Lorensbergsteatern och Svenska Teatern i Vasa i Finland. Hon turnerade i Norge från 1939 och återkom till Sverige 1941 där hon ingick i Ingmar Bergmans ensemble på Medborgarteatern. 1943 medverkade hon i Bergmans uppsättning Värnlunds U-39 på Svenska Dramatikers Studio, vilket innebar ett genombrott. Hon följde med Bergman till Helsingborgs stadsteater 1945 och 1949–1951 var hon engagerad vid Norrköping-Linköping stadsteater. 1951–1957 var hon vid Uppsala Stadsteater och 1957–1972 på Malmö Stadsteater.
Vid sidan av teatern var Lind också verksam på film. Hon debuterade 1923 i Bror Abellis Gamla gatans karneval. 1946 spelade hon den dödssjuka pianoläraren i Bergmans debutfilm Kris och hustrun till huvudpersonen Hellman i När ängarna blommar. 1953 medverkade i Vingslag i natten, där hon spelade en från början kylig prästhustru som utvecklas till frid och försoning. Hon gjorde sin sista filmroll 1977 i Ulla Isaksson-filmatiseringen Paradistorg.
Lind var känd för sina vackra ögon och hennes filmroller kännetecknas inte sällan av godhet och blidhet. Bergman har kallat henne för en fin men blygsam och tillbakadragen aktris.

## Filmografi
- 1923 – Gamla gatans karneval
- 1924 – Dan, tant och lilla fröken Söderlund
- 1925 – En afton hos Gustaf III på Stockholms slott
- 1926 – Lyckobarnen
- 1930 – Fridas visor
- 1946 – Per Albin svarar – Välkomna till oss
- 1946 – När ängarna blommar
- 1946 – Kris
- 1949 – Havets son
- 1950 – Till glädje
- 1953 – Vingslag i natten
- 1953 – Kärlekens bröd
- 1954 – Svenska bandfabriken i Stenungsund
- 1954 – Seger i mörker
- 1958 – Rabies
- 1959 – Lejon på stan
- 1967 – Moderskärlek
- 1972 – N.P. Möller, fastighetsskötare (TV-serie)
- 1973 – Mannen som blev ensam (TV-serie)
- 1977 – Paradistorg

## Teater

### Roller (ej komplett)
| År   | Roll                  | Produktion | Regi                                             | Teater                                    |
| ---- | --------------------- | --- | ------------------------------------------------ | ----------------------------------------- |
| 1921 | Medverkande           | Vart ska vi annars gå, revy Karl Gerhard                                                                                                 |                                                  | Folkteatern Flyttad till Mosebacketeatern |
| 1923 | Sylvia Knox           | Öster om Suez (East of Suez) W. Somerset Maugham                                                                                         | Ernst Eklund                                     | Komediteatern                             |
| 1923 | Anette Strand         | Sten Stensson Stéen från Eslöf John Wigforss                                                                                             | Elis Ellis                                       | Blancheteatern                            |
| 1923 | Matilda               | Rika morbror August Blanche | Albert Ståhl                                     | Blancheteatern                            |
| 1924 | Julie                 | Grevinnan Lolotte Leopold Lipschütz | Ernst Eklund                                     | Blancheteatern                            |
| 1924 | Josette               | Odygdens belöning (La Maîtraisse imaginaire) Félix Gandéra och Claude Gevel                                                              | Karin Swanström                                  | Blancheteatern                            |
| 1924 | Genevieve             | Portiern på Maxim (Le Chasseur de chez Maxim's) Yves Mirande, Gustave Quinson och Henri Geroule                                          | Ernst Eklund                                     | Blancheteatern                            |
| 1927 |                       | Storkens vikarie (Baby Mine) Margaret Mayo                                                                                               | Hugo Bolander                                    | Lilla Folkteatern                         |
| 1927 |                       | Paradiset Anders Asping |                                                  | Lilla Folkteatern                         |
| 1927 | Vivan Rosén           | Vackra Ville Hans Brask | Gustaf Edgren                                    | Lilla Folkteatern                         |
| 1928 | Agnes Berge           | Silkesstrumpan Algot Sandberg | John Norrman                                     | Lilla Folkteatern                         |
| 1929 | Katrina               | Per Olsson och hans käring Gustaf af Geijerstam                                                                                          | Charley Paterson                                 | Wasa Teater                               |
| 1929 | Sussi                 | Fröken Trallala (Fräulein Trallala) Jean Gilbert, Georg Okonkowski och Leo Leipziger                                                     | Ingvar Ericson                                   | Wasa Teater                               |
| 1929 | Fransiska             | Kvinnan bakom allt (Vertagte Nacht) Franz Arnold och Ernst Bach                                                                          | Carl Wallin                                      | Wasa Teater                               |
| 1930 | Maj-Britt             | Söderkåkar Gideon Wahlberg | Hugo Jacobson                                    | Tantolundens friluftsteater               |
| 1933 |                       | Hela havet stormar (Musical Chairs) Ronald Mackenzie                                                                                     | Gustaf Linden                                    | Skådebanan                                |
| 1933 |                       | Den store hädangångne René Fauchois | Helge Wahlgren                                   | Skådebanan                                |
| 1936 | Medverkande           | Härmed hava vi nöjet, revy Kar de Mumma, Karl-Ewert och Alf Henrikson                                                                    | Harry Roeck-Hansen                               | Turné                                     |
| 1937 | Lilly Grangård        | Fredrik och försynen Henning Ege | Siegfried Fischer                                | Mosebacketeatern                          |
| 1939 | Varietédamen          | Gamla glada tider: en Emil-Norlander-visans revy Sandro Malmquist                                                                        | Sandro Malmquist                                 | Nya Teatern                               |
| 1941 | Laura                 | Fadren August Strindberg | Ingmar Bergman                                   | Folke Walders turné                       |
| 1941 | Mumien                | En spöksonat August Strindberg | Ingmar Bergman                                   | Medborgarteatern                          |
| 1943 | Modern                | U39 Rudolf Värnlund | Ingmar Bergman                                   | Dramatikerstudion                         |
| 1943 | Gertrud               | Niels Ebbesen Kaj Munk | Ingmar Bergman                                   | Dramatikerstudion                         |
| 1943 | Birdie                | De små rävarna (The Little Foxes) Lillian Hellman                                                                                        | Harry Roeck-Hansen                               | Blancheteatern                            |
| 1944 | Dunjasja              | Körsbärsträdgården (Вишнёвый сад, Visjnjovyj sad ) Anton Tjechov                                                                         | Harry Roeck-Hansen                               | Blancheteatern                            |
| 1944 | Aurore Granat         | Aschebergskan på Widtskövle Brita von Horn och Elsa Collin                                                                               | Ingmar Bergman                                   | Helsingborgs stadsteater                  |
| 1944 |                       | Mitt barn är mitt (Moderdyret) Leck Fischer                                                                                              | Ingrid Luterkort                                 | Helsingborgs stadsteater                  |
| 1944 |                       | Fan ger ett anbud (Hvem er jeg) Carl Erik Soya                                                                                           | Ingmar Bergman                                   | Helsingborgs stadsteater                  |
| 1944 | Spåkvinnan            | Macbeth William Shakespeare | Ingmar Bergman                                   | Helsingborgs stadsteater                  |
| 1945 | Augusta               | Kriss-Krass-Filibom, revy Rune Moberg och Sture Ericson                                                                                  | Ingmar Bergman                                   | Helsingborgs stadsteater                  |
| 1945 |                       | Pelikanen August Strindberg | Sture Ericson                                    | Helsingborgs stadsteater                  |
| 1945 |                       | Sagan Hjalmar Bergman | Ingmar Bergman                                   | Helsingborgs stadsteater                  |
| 1945 | Ann Whitman Murray    | Älskling jag ger mig (Yes, My Darling Daughter) Mark Reed                                                                                | Sture Ericson                                    | Helsingborgs stadsteater                  |
| 1945 | Ex-hustrun            | Reducera moralen Sune Bergström | Ingmar Bergman                                   | Helsingborgs stadsteater                  |
| 1945 | Mme Bouffier          | Jacobowsky och översten (Jacobowsky und der Oberst) Franz Werfel                                                                         | Ingmar Bergman                                   | Helsingborgs stadsteater                  |
| 1945 | Mrs Brown             | Claudia (Claudia: The Story of a Marriage) Rose Franken                                                                                  | Sture Ericson                                    | Helsingborgs stadsteater                  |
| 1945 | Moster                | Rabies Olle Hedberg | Ingmar Bergman                                   | Helsingborgs stadsteater                  |
| 1945 | Fru Fredriksson       | Ett puzzlespel (Puslespil) Kaj Munk | Sture Ericson                                    | Helsingborgs stadsteater                  |
| 1946 | Karin                 | Rekviem Björn-Erik Höijer | Ingmar Bergman                                   | Helsingborgs stadsteater                  |
| 1946 | Friherrinnan Sinclair | Av hjärtans lust Karl Ragnar Gierow | Lars-Levi Læstadius                              | Helsingborgs stadsteater                  |
| 1946 | Fru Ushia Oy          | Eklöv och lavendel (Oak Leaves and Lavender) Seán O'Casey                                                                                | Lars-Levi Læstadius                              | Helsingborgs stadsteater                  |
| 1946 | Sickan                | Krigsmans erinran Herbert Grevenius | Sture Ericson                                    | Helsingborgs stadsteater                  |
| 1946 | Ingenjörens fru       | Den ljusnande tid Alf Henrikson | Lars-Levi Læstadius                              | Helsingborgs stadsteater                  |
| 1947 | Fru Strömman          | Melodi på lergök Lars-Levi Læstadius | Lars-Levi Læstadius                              | Helsingborgs stadsteater                  |
| 1947 | Modern                | Romeo och Jeanette (Romeo et Jeanette) Jean Anouilh                                                                                      | Lars-Levi Læstadius                              | Helsingborgs stadsteater                  |
| 1947 | Lily Miller           | Ljuva ungdomstid (Ah, Wilderness) Eugene O’Neill                                                                                         | Sture Ericson                                    | Helsingborgs stadsteater                  |
| 1947 | Camille               | Höst Bengt Blomgren | Lars-Levi Læstadius                              | Helsingborgs stadsteater                  |
| 1947 | Medverkande           | Fängslande men flyktigt, revy | Gunnar Ekström Sture Ericson Lars-Levi Læstadius | Helsingborgs stadsteater                  |
| 1948 | Erica                 | Efteråt (Efter) Carl Erik Soya | Lars-Levi Læstadius                              | Helsingborgs stadsteater                  |
| 1948 | Mrs. Hedges           | Född i går (Born Yesterday) Garson Kanin                                                                                                 | Gunnar Ekström                                   | Helsingborgs stadsteater                  |
| 1948 | Borgmästarinnan       | Revisorn (Ревизо́р, Revizór) Nikolaj Gogol                                                                                                | Lars-Levi Læstadius                              | Helsingborgs stadsteater                  |
| 1948 | Ingeborg              | Kamma noll Ingmar Bergman | Lars-Levi Læstadius                              | Helsingborgs stadsteater                  |
| 1948 | Medverkande           | Titt in på Tittut, revy Rune Moberg och Tylle Herlin                                                                                     | Lars-Levi Læstadius                              | Helsingborgs stadsteater                  |
| 1949 | Kristin               | Fröken Julie August Strindberg | Gunnar Ekström                                   | Helsingborgs stadsteater                  |
| 1949 | Madame Pernelle       | Tartuffe (Le Tartuffe ou l'Imposteur) Molière                                                                                            | Lars-Levi Læstadius                              | Helsingborgs stadsteater                  |
| 1949 | En främmande kvinna   | Längtans spårvagn (A Streetcar Named Desire) Tennessee Williams                                                                          | Lars-Levi Læstadius                              | Helsingborgs stadsteater                  |
| 1949 |                       | Edwards barn (Les enfants d'Édouard) Marc-Gilbert Sauvajon, Frederick J. Jackson och Roland Bottomley                                    | Stig Roland                                      | Norrköping-Linköping stadsteater          |
| 1949 |                       | Cæsar och Cleopatra (Caesar and Cleopatra) George Bernard Shaw                                                                           | Johan Falck                                      | Norrköping-Linköping stadsteater          |
| 1949 |                       | En handelsresandes död (Death of a Salesman) Arthur Miller                                                                               | Johan Falck                                      | Norrköping-Linköping stadsteater          |
| 1950 |                       | Utanför dörren (Draussen vor der Tür) Wolfgang Borchert                                                                                  | Johan Falck                                      | Norrköping-Linköping stadsteater          |
| 1950 | Modern                | U39 Rudolf Värnlund | Gunnar Skoglund                                  | Norrköping-Linköping stadsteater          |
| 1950 |                       | En vildfågel (La Sauvage) Jean Anouilh                                                                                                   | Johan Falck                                      | Norrköping-Linköping stadsteater          |
| 1950 |                       | Tjuvarnas paradis (Oh, brother) Jacques Deval                                                                                            | Johan Falck                                      | Norrköping-Linköping stadsteater          |
| 1950 | Modern                | Edward, min son (Edward , My Son) Robert Morley och Noel Langley                                                                         | Gösta Folke                                      | Riksteatern                               |
| 1950 | Fru Gillis            | Mannen (The Man) Mel Dinelli | Per Gerhard                                      | Norrköping-Linköping stadsteater          |
| 1950 |                       | De rättrådiga (Les Justes) Albert Camus                                                                                                  | Johan Falck                                      | Norrköping-Linköping stadsteater          |
| 1950 | Lucy Allerton         | Drömflickan (Dream Girl) Elmer Rice | Per Gerhard                                      | Norrköping-Linköping stadsteater          |
| 1951 |                       | Blodsbröllop (Bodas de Sangre) Federico García Lorca                                                                                     | Johan Falck                                      | Norrköping-Linköping stadsteater          |
| 1955 |                       | Judas (Un nommé Judas) Claude-André Puget och Pierre Bost                                                                                | Lars Barringer                                   | Upsala-Gävle stadsteater                  |
| 1956 |                       | Boyfriend (The Boy Friend) Sandy Wilson                                                                                                  | Lars Barringer                                   | Upsala-Gävle stadsteater                  |
| 1956 | Fru Angelica          | Skuggan av Mart Stig Dagerman | Lars Barringer                                   | Upsala-Gävle stadsteater                  |
| 1957 |                       | Hans excellens betjänten Ladislaus Bus-Fekete                                                                                            | Lars Barringer                                   | Upsala-Gävle stadsteater                  |
| 1958 |                       | Månfåglarna (Les oiseaux de lune) Marcel Aymé                                                                                            | Yngve Nordwall                                   | Malmö stadsteater                         |
| 1958 | Överstinnan           | Sagan Hjalmar Bergman | Ingmar Bergman                                   | Malmö stadsteater                         |
| 1958 | Lisa                  | Värmlänningarna Fredrik August Dahlgren och Andreas Randel                                                                               | Ingmar Bergman                                   | Malmö stadsteater                         |
| 1959 | Mrs Higgins           | My Fair Lady Frederick Loewe och Alan Jay Lerner                                                                                         | Sven Aage Larsen                                 | Oscarsteatern                             |
| 1962 |                       | Tolvskillingsoperan (Die Dreigroschenoper) Bertolt Brecht och Kurt Weill                                                                 | Gösta Folke                                      | Malmö stadsteater                         |
| 1964 |                       | Bernardas hus (La casa de Bernarda Alba) Federico García Lorca                                                                           | Eva Sköld                                        | Malmö stadsteater                         |
| 1965 |                       | Karmelitersystrarna (Les Dialogues des carmélites) Georges Bernanos                                                                      | Andris Blekte                                    | Malmö stadsteater                         |
| 1966 |                       | Det blåser i sassafrasträdet eller Rödskinn och råskinn och Det lilla praktskjutet (Du vent dans les branches sassafras) René de Obaldia |                                                  | Malmö stadsteater                         |
| 1967 |                       | Snobben Carl Sternheim | Lennart Olsson                                   | Malmö stadsteater                         |
| 1968 |                       | Kvinnorna från Shanghai eller Ett fall av hjärntvätt Tore Zetterholm                                                                     | Per Siwe                                         | Malmö stadsteater                         |
| 1968 |                       | Tango Sławomir Mrożek | Kurt-Olof Sundström                              | Malmö stadsteater                         |
| 1968 |                       | Spelman på taket (Fiddler on the Roof) Joseph Stein, Jerry Bock och Sheldon Harnick                                                      | Pierre Fränckel                                  | Malmö stadsteater                         |

## Radioteater

### Roller
| År   | Roll                            | Produktion                              | Regi           |
| ---- | ------------------------------- | --------------------------------------- | -------------- |
| 1965 | Elsa Karlén, husföreståndarinna | Den försvunne disponenten Folke Mellvig | Lennart Olsson |
| 1967 | Gustav Eklunds mor              | Efter fem år Folke Mellvig              | Lennart Olsson |